# María la Balteira
María Pérez o María La Balteira (Armea, Coirós, segle XIII — després del 1267), va ser una soldadera (juglaresa) gallega del segle xiii que va gaudir de popularitat en la cort d'Alfons X el Savi.

## Biografia i trajectòria
Se'n coneixen poques dades, tant de la seva vida com de la seva trajectòria artística. Les dades provenen, majoritàriament, d'un document signat en el Monestir de Sobrado el 1257 i de cantigues d'escarni.
Era filla de Pedro Eanes de Guimaráns i Azenda Peláez. Probablement va néixer a Armea (Coirós, província de La Corunya), on hi tenia una casa i on va heretar propietats que posteriorment va vendre al Monestir de Sobrado, En el contracte que va signar, va vendre la seva finca d'Armea al monestir, a canvi d'una protecció. Va rebre de l'abat 230 sous, a més de diverses quantitats d'aliments i teixits que cobraria anualment. Ella, per la seva banda, donava al monestir diverses estovalles cada any i a canvi, hauria de ser enterrada al monestir, i el seu cos estaria en un taüt amb una manta vermella.

## Petjada en la lírica medieval
Sembla que les soldaderes formaven part de la tradició lírica medieval galaicoportuguesa.
Va iniciar la seva carrera com a cortesana en temps de Ferran III, i va aconseguir fama a la cort d'Alfons X, segons Ramón Menéndez Pidal, entre 1257 i 1267. Una mostra de la notorietat que va aconseguir són les cantigues d'escarni compostes sobre la seva persona per deu trobadors, entre ells Alfons X.
Va ser creuada, segons el document signat amb el Monestir de Sobrado i les càntigues d'escarni de Pedro Amigo i Pero da Ponte, encara que no queda clar si va arribar a viatjar a Jerusalem. Diverses cantigues també la situen a les fronteres entre el regne de Castella i de Granada.
Els últims anys de la seva vida els va poder passar al seu poble natal, Armea o a Salamanca, tal com sosté Ramón Menéndez Pidal, en unes cases que eren propietat de Pedro Amigo, les quals va donar al cabdill de l'església de Salamanca amb l'única condició que María Pérez hi continués vivint durant tota la vida pagant 25 morabatins. 
Igual que succeeix amb la resta de soldaderes, trobadores i joglaresses, no han arribat testimoniatges dels seus dots artístics, ni en el ball, el cant o la música.Tot i així, són mostra del seu valor la fama aconseguida a la cort i les múltiples cantigues d'escarni ja que cap va fer burla de les seves qualitats artístiques.